# 327 до н. е.

## Події
- індійська кампанія Александра Македонського
  - Гірська війна Александра Македонського